# 浦川站
浦川站（日语：／ Urakawa eki */?）是位於靜岡縣濱松市天龍區佐久間町浦川2820號，東海旅客鐵道（JR東海）的飯田線車站。

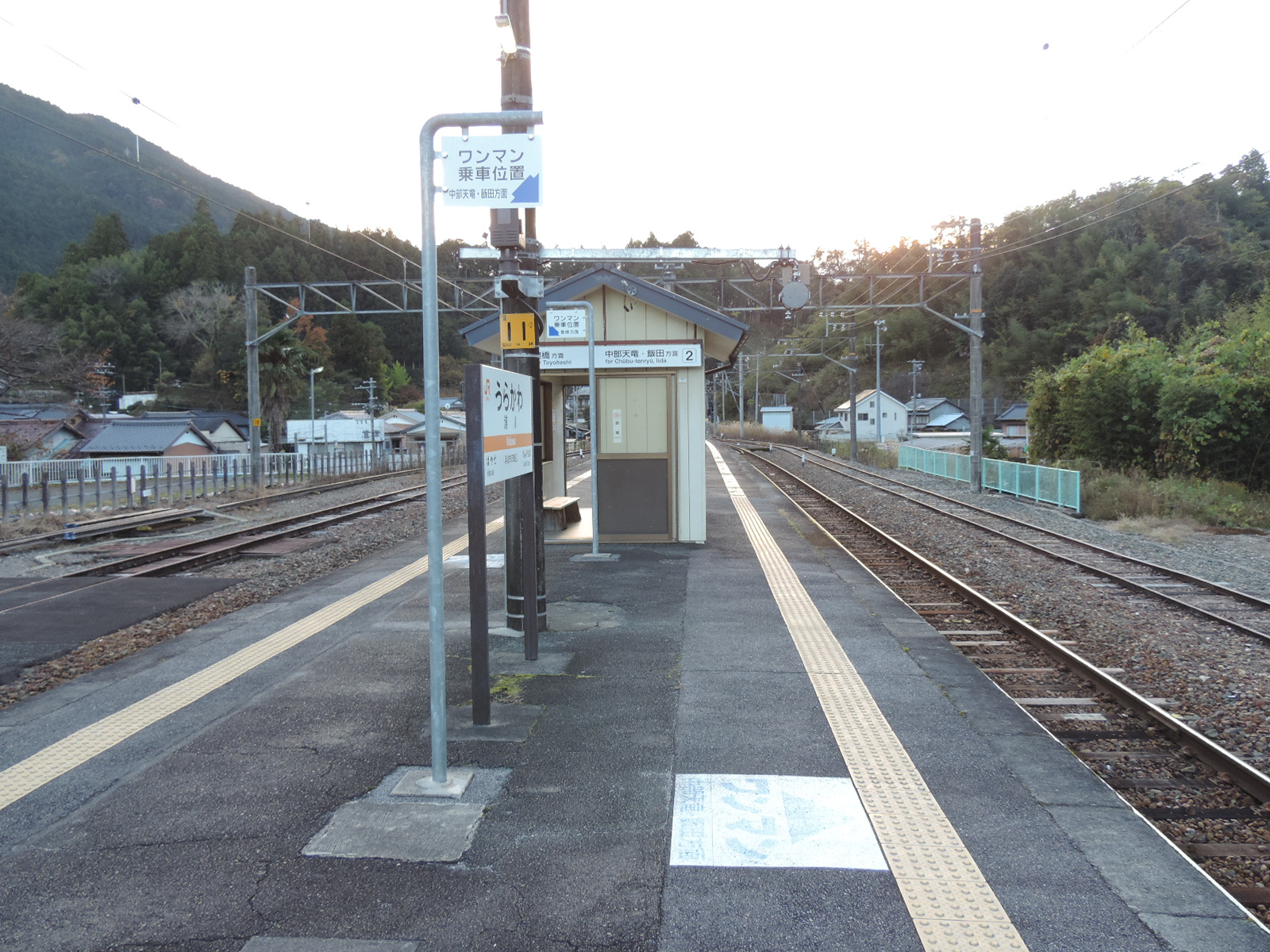
月台(2019年11月)

## 歷史
- 1934年（昭和9年）11月11日 - 三信鐵道（日语：三信鉄道）三信三輪（現時：東榮站）至佐久間（現時：中部天龍站）之間開通，此站啟用[1]。為一般車站。
- 1943年（昭和18年）8月1日 - 三信鐵道被國有化，成為飯田線的一部分[1]。
- 1980年（昭和55年）3月31日 - 除了在專用線出發或到達的車載貨物外，其他貨運起卸業務均終止，成為旅客車站。
- 1984年（昭和59年）2月24日 - 飯田線南部CTC化，此站成為業務委託車站。
- 1985年（昭和60年）3月14日 - 結束行李起卸業務。
- 1987年（昭和62年）
  - 3月1日 - 晚間沒有車站職員當值。
  - 4月1日 - 伴隨國鐵分割民營化，車站由東海旅客鐵道（JR東海）營運[1]。
- 1991年（平成3年）2月1日 - 成為無人車站。

## 車站構造

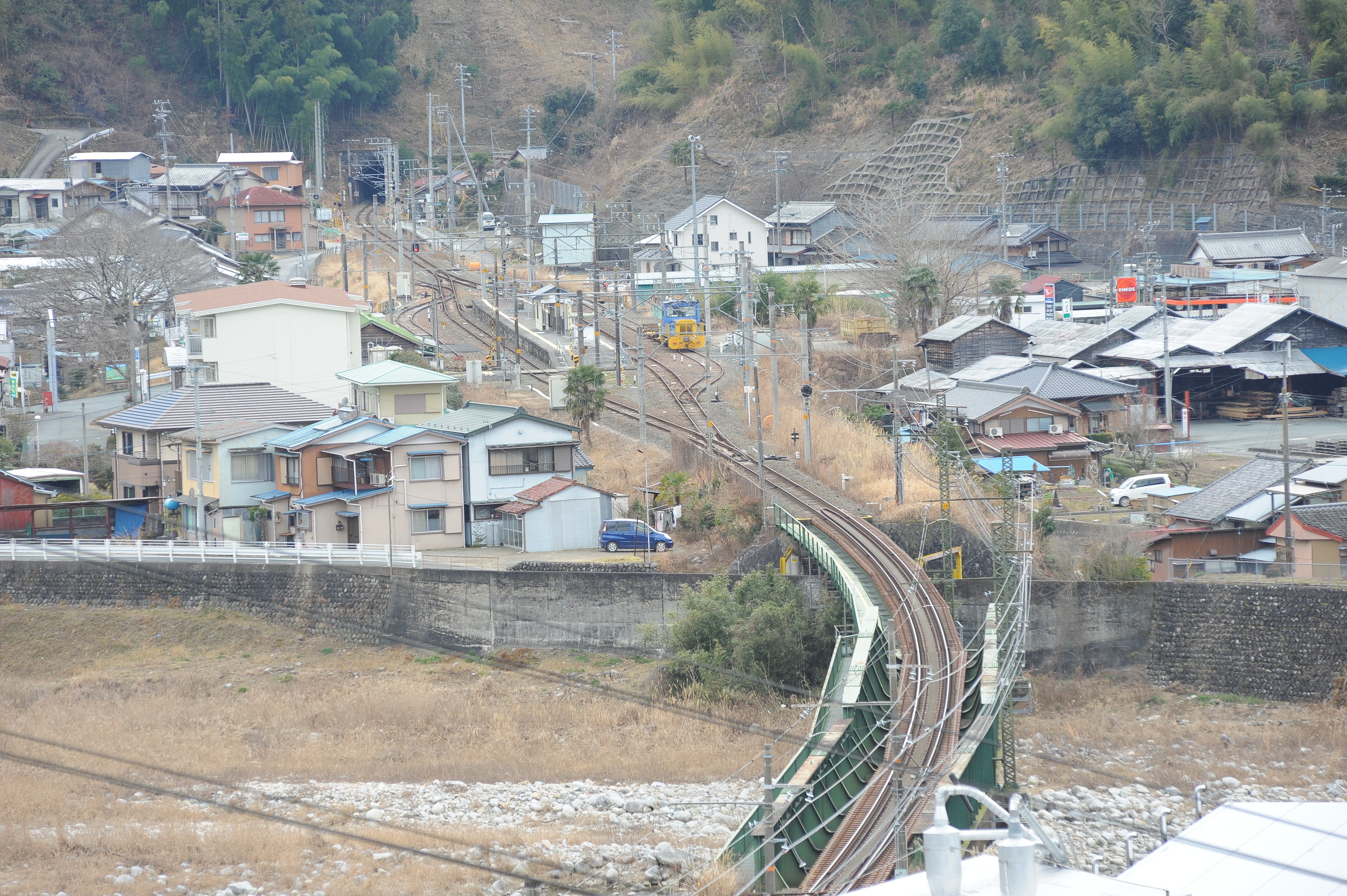
遠景

車站是一座地面車站，設有1面2線相對式月台，可進行列車交會。在月台靠近中部天龍一方設有警報機和遮斷機的站內平交道。
此站由中部天龍站管理的無人車站。車站大樓位於下行線側。曾經在上行線側設有專用線前往小野田水泥的水泥儲藏設施。在國鐵時代，此站是急行「伊那」停車站。

### 月台
| 月台 | 路線   | 上下行 | 方向               |
| ---- | ------ | ------ | ------------------ |
| 1    | 飯田線 | 上行   | 豐橋方向           |
| 2    | 飯田線 | 下行   | 中部天龍、飯田方向 |

## 使用狀況
根據「靜岡縣統計年鑑」和「濱松市統計書」，以下為1日平均乘車人次列表：
| 年度   | 1日平均 乘車人次 |
| ------ | ---------------- |
| 1993年 | 265              |
| 1994年 | 266              |
| 1995年 | 260              |
| 1996年 | 244              |
| 1997年 | 232              |
| 1998年 | 208              |
| 1999年 | 194              |
| 2000年 | 174              |
| 2001年 | 不明             |
| 2002年 | 不明             |
| 2003年 | 不明             |
| 2004年 | 不明             |
| 2005年 | 不明             |
| 2006年 | 115              |
| 2007年 | 116              |
| 2008年 | 114              |
| 2009年 | 102              |
| 2010年 | 94               |
| 2011年 | 84               |
| 2012年 | 78               |
| 2013年 | 65               |
| 2014年 | 69               |
| 2015年 | 72               |
| 2016年 | 63               |
| 2017年 | 60               |
| 2018年 | 64               |

## 車站周邊
- 濱松市立浦川小學
- 浦川郵局
- 佐久間醫院（日语：浜松市国民健康保険佐久間病院）附屬浦川診所
- 國道473號（日语：国道473号）
- 静岡縣道294號御園浦川停車場線（日语：静岡県道294号御園浦川停車場線）
- 大千瀨川（日语：大千瀬川）
- 相川
- 佐久間親睦巴士（日语：浜松市自主運行バス#佐久間ふれあいバス）
  - 浦川漁協事務所前巴士站（只於星期一、三設有班次）
  - 浦川診療所前巴士站（只於星期二、四、五設有班次）

## 相鄰車站
東海旅客鐵道（JR東海）
 飯田線
■快速（只有上行班次）
東榮←浦川←中部天龍
■普通
上市場－浦川－早瀨

## 注腳
1. 1 2 3 4  曾根悟（監修）. 朝日新聞出版分冊百科編集部（編集） , 编. . 週刊 歴史でめぐる鉄道全路線 国鉄・JR (朝日新聞出版). 2009-07-26, (3): 15-17 （日语）.
2. 1 2  採用車站時間表的方向資訊。詳情參見JR東海官方網站的各站時間表 （页面存档备份，存于）（截至2015年1月）。